# John A. Burton
John Andrew Burton (* 2. April 1944 in London; † 22. Mai 2022) war ein britischer Naturschützer und Sachbuchautor.

## Leben
Burton war der Sohn von Andrew und Edna Burton. Sein Vater war Porträtmaler. Nach seiner Schulzeit in London arbeitete Burton von 1963 bis 1969 als Informationsassistent beim Natural History Museum in London. Von 1969 bis 1971 war er Redaktionsassistent bei der Zeitschrift Birds of the World. Von 1971 bis 1975 war er Berater für Naturgeschichte bei der Organisation Friends of the Earth in London. Von 1974 bis 1976 war er Herausgeber der Zeitschrift Birds International. Von 1975 bis 1988 war er Geschäftsführer sowie von 1982 bis 1989 Direktor bei der Fauna and Flora Preservaton Society.
Burton baute die ersten TRAFFIC-Büros der Species Survival Commission (SSC) für die IUCN auf, war am Wildlife Trade Monitoring Network beteiligt und war 1996 Gründungsvorsitzender des Bat Conservation Trust.
Burton schrieb regelmäßig Kolumnen für die Zeitschrift New Scientist. Er war stellvertretender Redakteur der Zeitschrift Animals (jetzt BBC Wildlife Magazine) und Autor von naturkundlichen Feldführern, darunter Schriften über die Säugetiere Europas, Säugetiere Nordamerikas, Reptilien und Amphibien Europas sowie über gefährdete Tierarten. Burton war Herausgeber von Werken, an denen mehrere Autoren beteiligt waren, darunter dem National Trust Book of British Wildlife, Owls of the World und Atlas of Endangered Species. Er hat mehr als 40 Bücher geschrieben oder herausgegeben.
Burton arbeitete als Berater für eine Vielzahl von staatlichen, zwischenstaatlichen und kommerziellen Einrichtungen, darunter bei der United States Agency for International Development, der Weltbank, bei CITES, dem Department for International Development, bei HarperCollins, bei der Wade Furniture Group, beim Wildscreen Festival und bei English Nature. Zuletzt spezialisierte er sich auf die Ausbildung von Naturschützern, mit dem Schwerpunkt auf Fundraising für den Landerwerb und die Gründung kleiner Nichtregierungsorganisationen.
Im Jahr 1989 war Burton Mitbegründer des World Land Trust (WLT) und von 1991 bis 2019 dessen Geschäftsführer. Seitdem schützte der Trust eine halbe Million Hektar bedrohter Lebensräume und sammelte über 50 Millionen £ für den Kauf und Schutz von Land in Afrika, Asien und Mittel- und Südamerika.
Im Jahr 2005 wurde Burton zum Visiting Fellow am Fachbereich Biologie der University of East Anglia in Norwich ernannt. Der Diplomkurs in Naturschutz und Projektverwaltung war eine Zusammenarbeit zwischen der Universität von East Anglia und dem World Land Trust. Im Jahr 2005 wurde Burton in den redaktionellen Beirat des BBC Wildlife Magazine berufen, und von 2007 bis 2008 war er Treuhänder des 2007 gegründeten BBC Wildlife Fund.
Burton war Mitglied der IUCN, der British Ornithologists’ Union, der Society for the Study of Amphibians and Reptiles, der Mammal Society, der Linnean Society of London, des Otter Trust und des Tetrapods Club.
Im Oktober 2012 erhielt Burton die Ehrendoktorwürde der University of Suffolk in Anerkennung seiner drei Jahrzehnte währenden Arbeit für internationale Umweltorganisationen. 2013 wurde er von der Charity Staff Foundation zum Natural Heritage Champion ernannt.
2018 erhielt er von der indischen Regierung eine Auszeichnung für seinen Einsatz zum Schutz der Elefanten, und 2019 verlieh ihm die Linnean Society of London die John Spedan Lewis Medal für Innovation im Naturschutz.

## Schriften

### Autor
- The How and Why of Extinct Animals, Transworld, 1972, Wonder, 1974 (deutsch: Was ist was Band 56: Ausgestorbene Tiere)
- Birds of the Tropics, Crown, 1973
- The How and Why Book of Fossils, Transworld, 1974, Grosset, 1976
- Naturalist in London, David & Charles, 1974
- (mit Donald Herbert Shier Risdon) The Love of Birds, Octopus Books, 1975
- (mit John H. Sparks): Worlds Apart: Nature in the City, Doubleday, 1976
- Musical Instruments from Odds and Ends, Carousel, 1976
- (mit Edwin Nicholas Arnold und Denys Ovenden) A Field Guide to Reptiles and Amphibians of Europe, Collins, 1978 (deutsch: Pareys Reptilien- und Amphibienführer Europas. Ein Bestimmungsbuch für Biologen und Naturfreunde, Verlag Paul Parey, 1978)
- Rare Animals, 1978
- (mit Bruce Pearson) Gem Guide to Wild Animals, Collins, 1980
- Gem Guide to Zoo Animals, 1984
- Collins’ Guide to Rare Mammals of the World, 1987
- Close to Extinction, Gloucester Press (New York), 1988
- (mit Vivien G. Burton) The Collins Guide to the Rare Mammals of the World, S. Greene Press (Lexington, Mass.: New York, NY.), 1988.
- Mammals of America, Arch Cape Press (New York), 1989
- The Book of Snakes, 1991
- Mammals of North America, Thunder Bay Press (San Diego, CA), 1995.
- Jungles & Rainforests, Thunder Bay Press (San Diego), 1996.
- Collins’ Wild Guide to Wild Animals, 1998
- Eye Witness 3D Reptile, 1998
- Reptile, DK Pub. (New York), 1998.
- The Pocket Guide to Mammals of North America, 1999
- Reptiles, 2001
- (mit Gerard A. Bertrand and Paul Sterry) HarperCollins Complete North American Wildlife: A Photo Field Guide, HarperResource (New York, NY), 2003
- (mit Bryan Sherwood and David Cutler) Wildlife and Roads: The Ecological Impact, World Scientific (River Edge, NJ), 2003
- The Ultimate Bird Feeder Handbook, 2005
- Attracting Wildlife to Your Garden, 2006

### Herausgeber
- Owls of the World: Their Evolution, Structure, and Ecology, Dutton, 1973, überarbeitete Auflage, 1980, 3. Auflage, 1992
- Guinness Book of Mammals, Guinness, 1982
- The National Trust Book of British Wild Animals, J. Cape (London), 1984
- The Atlas of Endangered Species, Maxwell Macmillan Canada (New York: Macmillan; Toronto, 1991, 2. Auflage, 1999)